# Präsidentschaftswahl in den Vereinigten Staaten 1824
Die Präsidentschaftswahl in den Vereinigten Staaten 1824 fand vom 26. Oktober bis zum 2. Dezember 1824 statt und wird allgemein als Neuorientierung angesehen. Die vorhergegangenen Jahre waren die USA von einer Ein-Parteien-Regierung geführt worden, da sich die Föderalisten aufgelöst hatten und somit nur mehr die Demokratisch-Republikanische Partei übrigblieb. In dieser Wahl splittete sich diese Partei auf, als sich vier ihrer Kandidaten um die Präsidentschaft bewarben.
Der Teil der Partei, der von Andrew Jackson geführt wurde, entwickelte sich später zur heutigen Demokratischen Partei, die Kreise um John Quincy Adams und Henry Clay wurden später zur National Republican Party, aus der Mitte der 1830er Jahre die United States Whig Party hervorging.
Diese Wahl ist insofern bemerkenswert, als es die einzige war, die seit der Einführung des 12. Verfassungszusatzes im Repräsentantenhaus entschieden wurde, da keiner der Kandidaten im Wahlmännergremium eine Mehrheit auf sich vereinigen konnte. Von dieser Wahl wird auch oft behauptet, dass es die erste gewesen wäre, in der ein Präsident den Popular Vote nicht gewonnen hätte. Dies trifft jedoch nicht zu, da ein Viertel der Staaten überhaupt keine Volkswahlen abhielten, sondern die jeweiligen Parlamente die Wahlmänner wählten.

## Kandidaten
Um die Präsidentschaft bewarben sich:

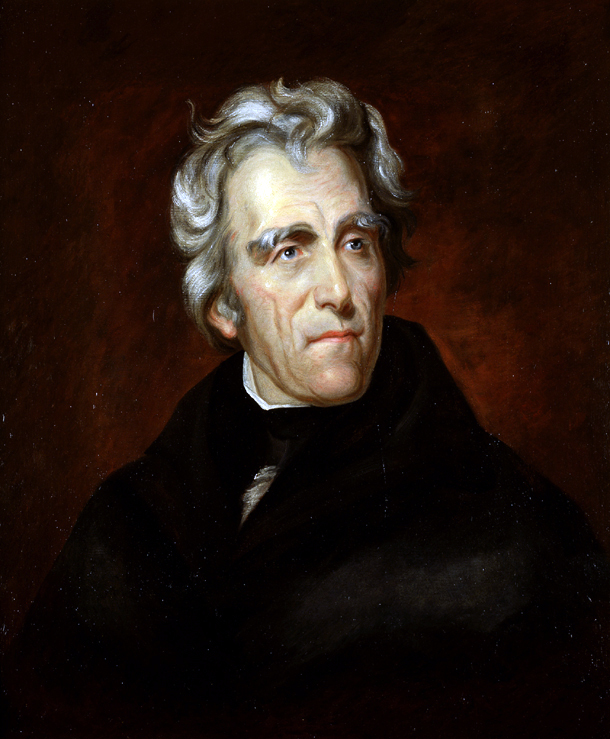
General Andrew Jackson
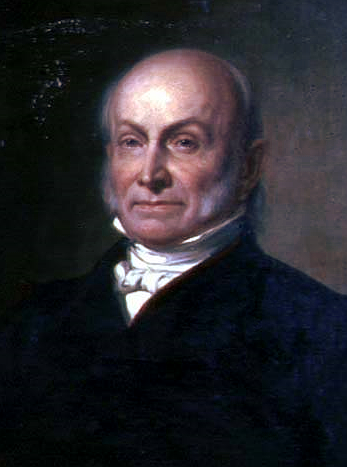
Außenminister John Quincy Adams
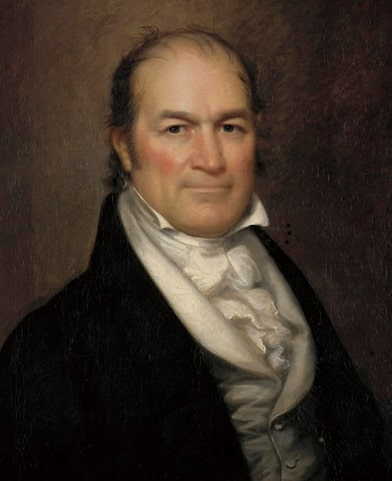
Kriegsminister William H. Crawford
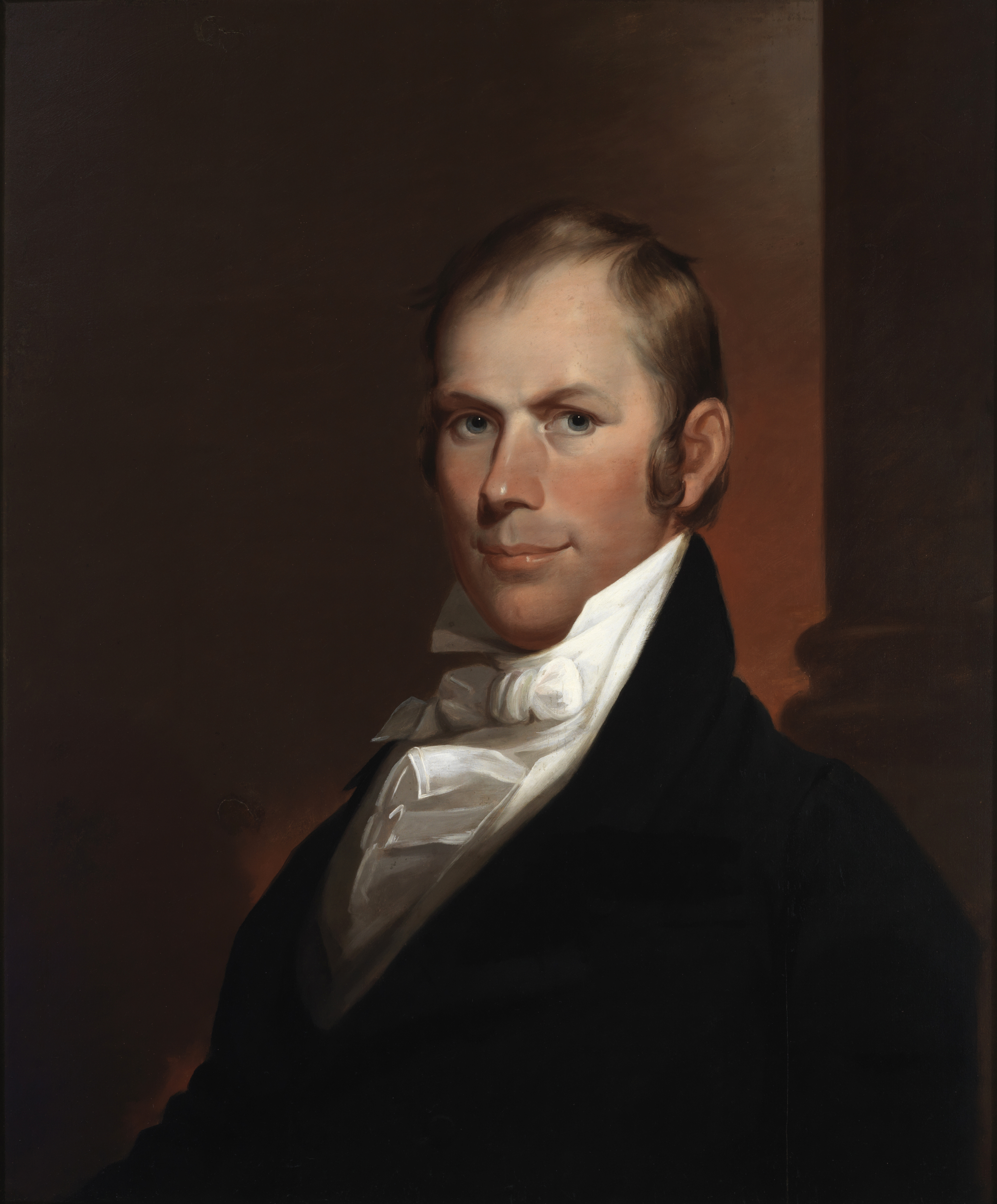
Sprecher des Repräsentantenhauses Henry Clay

- General Andrew Jackson aus Tennessee, ein charismatischer Held des Krieges von 1812 und früherer Abgeordneter und Senator;
- John Quincy Adams aus Massachusetts, der Sohn des früheren Präsidenten John Adams und damaliger Außenminister;
- William H. Crawford aus Georgia, der damalige Finanzminister und früherer Botschafter der USA in Frankreich, Senator aus Georgia und US-Kriegsminister
- Henry Clay aus Kentucky, bekannt als der 'Große Kompromissfinder', damals Sprecher des Repräsentantenhauses.

Um die Vizepräsidentschaft bewarben sich:

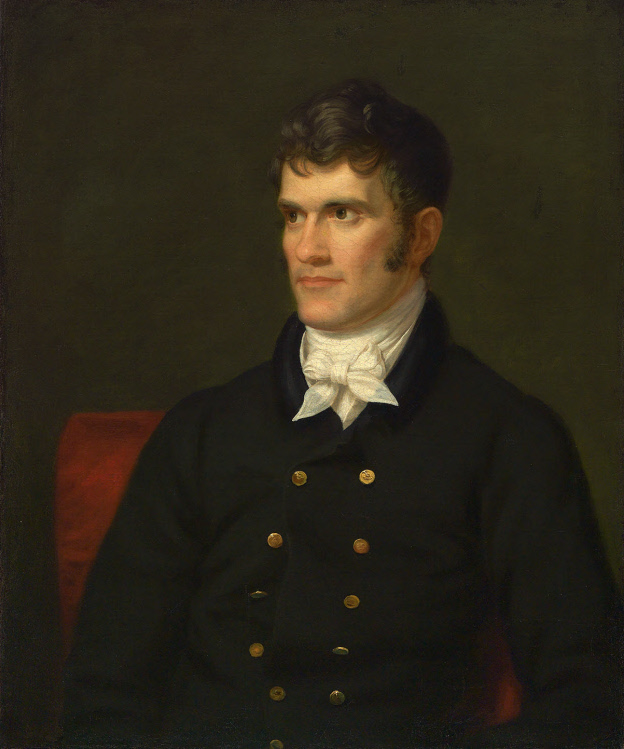
Kriegsminister John C. Calhoun
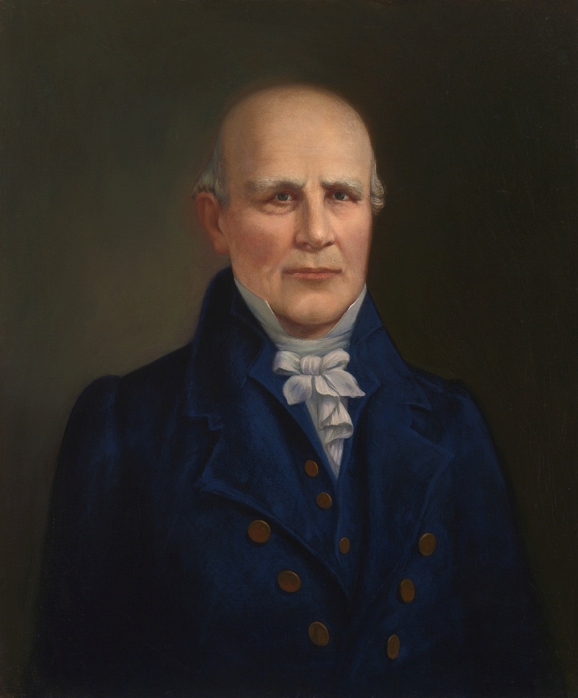
Senator Nathaniel Macon
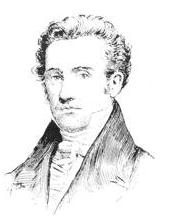
Senator Nathan Sanford

- John C. Calhoun aus South Carolina, amtierender Kriegsminister und späterer Senator;
- Nathaniel Macon aus North Carolina, Senator und früherer Abgeordneter und Sprecher des Repräsentantenhauses;
- Nathan Sanford aus New York, früherer Senator;

## Ergebnis
Wahl des Präsidenten
Keiner der Präsidentschaftskandidaten konnte eine absolute Mehrheit im Wahlmännergremium auf sich vereinigen, deshalb hatte das Repräsentantenhaus über die Präsidentschaft zu entscheiden.
| Kandidat            | Partei              | Partei                              | Stimmen | Stimmen | Wahlmänner |
| Kandidat            | Partei              | Partei                              | Anzahl  | Prozent | Wahlmänner |
| ------------------- | ------------------- | ----------------------------------- | ------- | ------- | ---------- |
| Andrew Jackson      |                     | Demokratisch-Republikanische Partei | 151.271 | 41,3    | 99         |
| John Quincy Adams   | 113.122             | Demokratisch-Republikanische Partei | 30,9    | 84      |            |
| William H. Crawford | 40.856              | Demokratisch-Republikanische Partei | 11,2    | 41      |            |
| Henry Clay          | 47.531              | Demokratisch-Republikanische Partei | 13,0    | 37      |            |
| Massachusetts Votes | Massachusetts Votes | Massachusetts Votes                 | 6616    | 1,8     | 0          |
| Andere              | Andere              | Andere                              | 6437    | 1,8     | 0          |
| Gesamt              | Gesamt              | Gesamt                              | 365.833 | 100     | 261        |

Die erforderliche Stimmenanzahl im Wahlmännergremium wäre 131 gewesen; keiner der Kandidaten erreichte diese Mehrheit.
Wahl des Vizepräsidenten
Anders als bei der Präsidentschaftswahl erhielt John C. Calhoun, der sowohl von Andrew Jackson, als auch von John Quincy Adams nominiert wurde, im Electoral College eine absolute Mehrheit und war somit gewählt.
| Kandidat         | Partei                              | Partei                              | Wahlmänner |
| ---------------- | ----------------------------------- | ----------------------------------- | ---------- |
| John C. Calhoun  |                                     | Demokratisch-Republikanische Partei | 182        |
| Nathan Sanford   | Demokratisch-Republikanische Partei | 30                                  |            |
| Nathaniel Macon  | Demokratisch-Republikanische Partei | 24                                  |            |
| Andrew Jackson   | Demokratisch-Republikanische Partei | 13                                  |            |
| Martin van Buren | Demokratisch-Republikanische Partei | 9                                   |            |
| Henry Clay       | Demokratisch-Republikanische Partei | 2                                   |            |
| Gesamt           | Gesamt                              | Gesamt                              | 261        |

## Stichwahl im Repräsentantenhaus
Durch den 12. Verfassungszusatz durften sich nur die drei Kandidaten zur Wahl stellen, die die meisten Stimmen im Wahlmännergremium erhalten hatten. Henry Clay schied also aus und die Präsidentschaft entschied sich zwischen Andrew Jackson, John Q. Adams und William Crawford. Clay, der Jackson hasste, unterstützte in der Wahl im Repräsentantenhaus (dessen Sprecher er zu der Zeit war) Adams – auch weil sich seine Vorstellungen mit denen Adams’ größtenteils deckten.
Adams erhielt bei der Wahl am 9. Februar 1825 im ersten Wahlgang 87 Stimmen, Jackson 71 und Crawford 54. Ausschlaggebend für den Sieg sind bei einer Wahl im Repräsentantenhaus aber die Staaten, hier ergab sich mit 13 zu 11 – davon 7 für Jackson und 4 für Crawford – Stimmen eine absolute Mehrheit für Adams.
Adams’ Sieg schockierte Jackson, der, da er sowohl die meisten Wählerstimmen als auch die meisten Wahlmännerstimmen erhalten hatte, nach seiner Ansicht eigentlich zum Präsidenten hätte gewählt werden müssen. Als Präsident Adams Clay zu seinem Außenminister und damit quasi zu seinem designierten Nachfolger ernannte – Adams und seine drei Vorgänger waren jeweils vorher Außenminister gewesen –, beschuldigte Jackson Adams und Clay, einen Kuhhandel gemacht zu haben. Die Anhänger Jacksons trugen das die nächsten vier Jahre auf ihren Fahnen, was schlussendlich zu Jacksons Sieg 1828 führte, als dieser wiederum gegen Adams antrat, die Wahl dann aber im Wahlmännerkollegium gewann.
| 9. Februar 1825, 1. Wahlgang | 9. Februar 1825, 1. Wahlgang | 9. Februar 1825, 1. Wahlgang | 9. Februar 1825, 1. Wahlgang |
| Kandidat                     | Kandidat                     | Stimmen                      | %                            |
| ---------------------------- | ---------------------------- | ---------------------------- | ---------------------------- |
|                              | John Quincy Adams            | 13                           | 54,2                         |
|                              | Andrew Jackson               | 7                            | 29,1                         |
|                              | William H. Crawford          | 4                            | 16,7                         |
| Gesamt:                      | Gesamt:                      | 24                           | 100                          |
| Absolute Mehrheit:           | Absolute Mehrheit:           | 13                           | >50                          |

| Staat          | 1. Wahlgang             | 1. Wahlgang            | 1. Wahlgang            | 1. Wahlgang              |
| -------------- | ----------------------- | ---------------------- | ---------------------- | ------------------------ |
| Staat          |                         |                        |                        |                          |
| Staat          | John Quincy Adams       | Andrew Jackson         | William H. Crawford    | Gesamt                   |
| Alabama        | 0                       | 3                      | 0                      | 3                        |
| Connecticut    | 6                       | 0                      | 0                      | 6                        |
| Delaware       | 0                       | 0                      | 1                      | 1                        |
| Georgia        | 0                       | 0                      | 7                      | 7                        |
| Illinois       | 1                       | 0                      | 0                      | 1                        |
| Indiana        | 0                       | 3                      | 0                      | 3                        |
| Kentucky       | 8                       | 4                      | 0                      | 12                       |
| Louisiana      | 2                       | 1                      | 0                      | 3                        |
| Maine          | 7                       | 0                      | 0                      | 7                        |
| Maryland       | 5                       | 3                      | 1                      | 9                        |
| Massachusetts  | 12                      | 1                      | 0                      | 13                       |
| Mississippi    | 0                       | 1                      | 0                      | 1                        |
| Missouri       | 1                       | 0                      | 0                      | 1                        |
| New Hampshire  | 6                       | 0                      | 0                      | 6                        |
| New Jersey     | 1                       | 5                      | 0                      | 6                        |
| New York       | 18                      | 2                      | 14                     | 34                       |
| North Carolina | 1                       | 2                      | 10                     | 13                       |
| Ohio           | 10                      | 2                      | 2                      | 14                       |
| Pennsylvania   | 1                       | 25                     | 0                      | 26                       |
| Rhode Island   | 2                       | 0                      | 0                      | 2                        |
| South Carolina | 0                       | 9                      | 0                      | 9                        |
| Tennessee      | 0                       | 9                      | 0                      | 9                        |
| Vermont        | 5                       | 0                      | 0                      | 5                        |
| Virginia       | 1                       | 1                      | 19                     | 21                       |
| Gesamt         | 13 Staaten (87 Stimmen) | 7 Staaten (71 Stimmen) | 4 Staaten (54 Stimmen) | 24 Staaten (212 Stimmen) |